# 相模湖バスストップ
相模湖バスストップ（さがみこバスストップ）は、神奈川県相模原市にある中央自動車道上のバス停留所である。
バス事業者では「中央道相模湖」と案内している。

## 停車する路線
下りは乗車専用・上りは降車専用となっており、東京都内から中央道八王子までの各バス停との区間内のみの利用はできない（※との間の相互利用は不可）。
中央高速バス
- 富士五湖線（京王バス・富士急バス・フジエクスプレス） ※一部通過
※中央道八王子 - 中央道相模湖 - 中央道上野原（以遠とのみ相互利用可能）
- 富士山五合目線（京王バス・富士急バス・フジエクスプレス）
※中央道八王子 - 中央道相模湖 - ※中央道上野原 - 富士急ハイランド（夏季は富士山五合目）（以遠とのみ相互利用可能）
- 甲府線（京王バス・富士急バス・山梨交通） ※特急便は通過
※中央道八王子 - 中央道相模湖 - 中央道上野原（以遠とのみ相互利用可能）

## バス停へのアクセス
- JR東日本中央本線相模湖駅より、
  - 下り線（富士五湖行・富士山五合目行・甲府駅行）停留所まで、徒歩約880m・約13分。
  - 上り線（新宿行）停留所から、徒歩約990m・約15分。
- 神奈川中央交通「八07」・「湖28」・「湖29」の各系統で、
  - 「北相中学校前」停留所より、
    - 下り線（富士五湖行・富士山五合目行・甲府駅行）停留所まで、徒歩約470m・約7分
    - 上り線（新宿行）停留所から、徒歩約585m・約9分。

  - 「桂北小学校前」停留所より、
    - 下り線（富士五湖行・富士山五合目行・甲府駅行）停留所まで、徒歩約530m・約8分
    - 上り線（新宿行）停留所から、徒歩約640m・約10分。

  - なお、「北相中学校前」停留所は相模湖駅行の便のみ停車のため、相模湖駅からは「桂北小学校前」停留所を利用する。